# Khu đô thị Đại học Phố Hiến
Khu đô thị Đại học Phố Hiến (hay Khu Đại học Phố Hiến) là một khu vực đô thị chuyên biệt về giáo dục đại học, nghiên cứu khoa học và phát triển công nghệ nằm trong địa phận thành phố Hưng Yên(cũ) và huyện Tiên Lữ(cũ) - tỉnh Hưng Yên.
Đề án xây dựng khu đại học Phố Hiến được Thủ tướng chính phủ nước CHXHCN Việt Nam phê duyệt qua Quyết định số 999/QĐ –Ttg. Thời gian thực hiện đề án xây dựng khu đô thị dự kiến từ năm 2009 - 2020.

## Vị trí địa lý
Khu đại học Phố Hiến có địa điểm xây dựng tại Thành phố Hưng Yên(cũ) và huyện Tiên Lữ(cũ) - tỉnh Hưng Yên; phía Đông giáp tỉnh lộ 61, phía Tây giáp sông Điện Biên, phía Nam giáp quốc lộ 39A, phía Bắc giáp quốc lộ 38.
Đây là một trong những khu vực ngã tư trọng điểm của đồng bằng Bắc Bộ, nối thành phố Hưng Yên với quốc lộ 5A, 5B, Hà Nội, Bắc Ninh ở phía Bắc qua quốc lộ 39A; với  Hải Phòng ở phía Đông qua quốc lộ 38; với Ninh Bình ở phía Nam qua quốc lộ 39B; với Hà Nội, Quốc lộ 1 ở phía Tây qua cầu Yên Lệnh, quốc lộ 38.

## Quy mô xây dựng
Quy mô sử dụng đất khoảng 1.000 ha (gần bằng 1/4 tổng diện tích của toàn thành phố Hưng Yên hiện nay), trong đó diện tích đất sử dụng xây dựng các cơ sở giáo dục đại học, nghiên cứu khoa học và phát triển công nghệ khoảng 700 ha và diện tích sử dụng xây dựng đô thị khoảng 300 ha.
Khu đại học Phố Hiến dự kiến phục vụ cho việc học tập, nghiên cứu và sinh hoạt của khoảng 80.000 sinh viên và khoảng 500 - 1.000 cán bộ, nhân viên của các cơ sở nghiên cứu phát triển khoa học và công nghệ (bằng 2/3 dân số của thành phố Hưng Yên(cũ) năm 2008); diện tích các công trình phục vụ hoạt động đào tạo, nghiên cứu khoảng 1 triệu 537 nghìn m² sàn, diện tích các công trình phục vụ sinh hoạt nội trú sinh viên khoảng 529 nghìn m² sàn, diện tích xây nhà cho cán bộ, giảng viên khoảng 34 nghìn m² sàn. Kinh phí giải phóng mặt bằng, xây dựng hạ tầng kỹ thuật chung (cho khoảng 1.000 ha) dự kiến là 5.530 tỷ đồng.

## Ý nghĩa xã hội
Mục tiêu xây dựng Khu đại học Phố Hiến nhằm đáp ứng yêu cầu mở rộng quy mô và nâng cao chất lượng giáo dục đại học cho vùng kinh tế trọng điểm Bắc Bộ và vùng thủ đô Hà Nội, phù hợp với chiến lược phát triển giáo dục đào tạo và xu thế hội nhập quốc tế; góp phần vào việc phân bố mạng lưới trường đại học, cao đẳng vùng thủ đô Hà Nội, vùng đồng bằng sông Hồng, giãn bớt một số trường đại học, cao đẳng từ nội thành Hà Nội, tạo điều kiện mở rộng, cải tạo, đầu tư xây dựng mới cơ sở vật chất kỹ thuật của các trường đại học theo hướng chuẩn hoá.
Ngoài ra, một khu đô thị hiện đại được xây dựng mới tại thành phố Hưng Yên(cũ) và vùng phụ cận góp phần nâng cao dân trí cho nhân dân địa phương và cả khu vực đồng bằng Bắc Bộ; khu đô thị cũng trở thành một điểm nhấn thúc đẩy sự phát triển các ngành du lịch, dịch vụ của thành phố Hưng Yên cũng như khu vực phía nam tỉnh Hưng Yên, vốn không có thế mạnh về phát triển công nghiệp.

## Lộ trình thực hiện đề án
Thời gian thực hiện đề án từ năm 2009 đến năm 2020.
Về tổ chức thực hiện, đề án chia thành 3 giai đoạn:
- Giai đoạn I (2009 - 2011): Lập quy hoạch chi tiết xây dựng khu đại học, hỗ trợ giải phóng mặt bằng, thực hiện dự án đầu tư xây dựng hạ tầng kỹ thuật cho khoảng 650 ha và thực hiện dự án đầu tư xây dựng một số cơ sở giáo dục đại học.
- Giai đoạn II (2012 - 2015): Hoàn thành việc đầu tư xây dựng 350 ha và cơ sở hạ tầng kỹ thuật toàn Khu đại học và xây dựng một số cơ sở giáo dục đại học, nghiên cứu khoa học và phát triển công nghệ.
- Giai đoạn III (2016 - 2020): Hoàn thành toàn bộ dự án đầu tư, đưa cơ sở giáo dục đào tạo, nghiên cứu khoa học và phát triển công nghệ trong khu đại học vào hoạt động.